# Criptojudaísmo en Antioquia

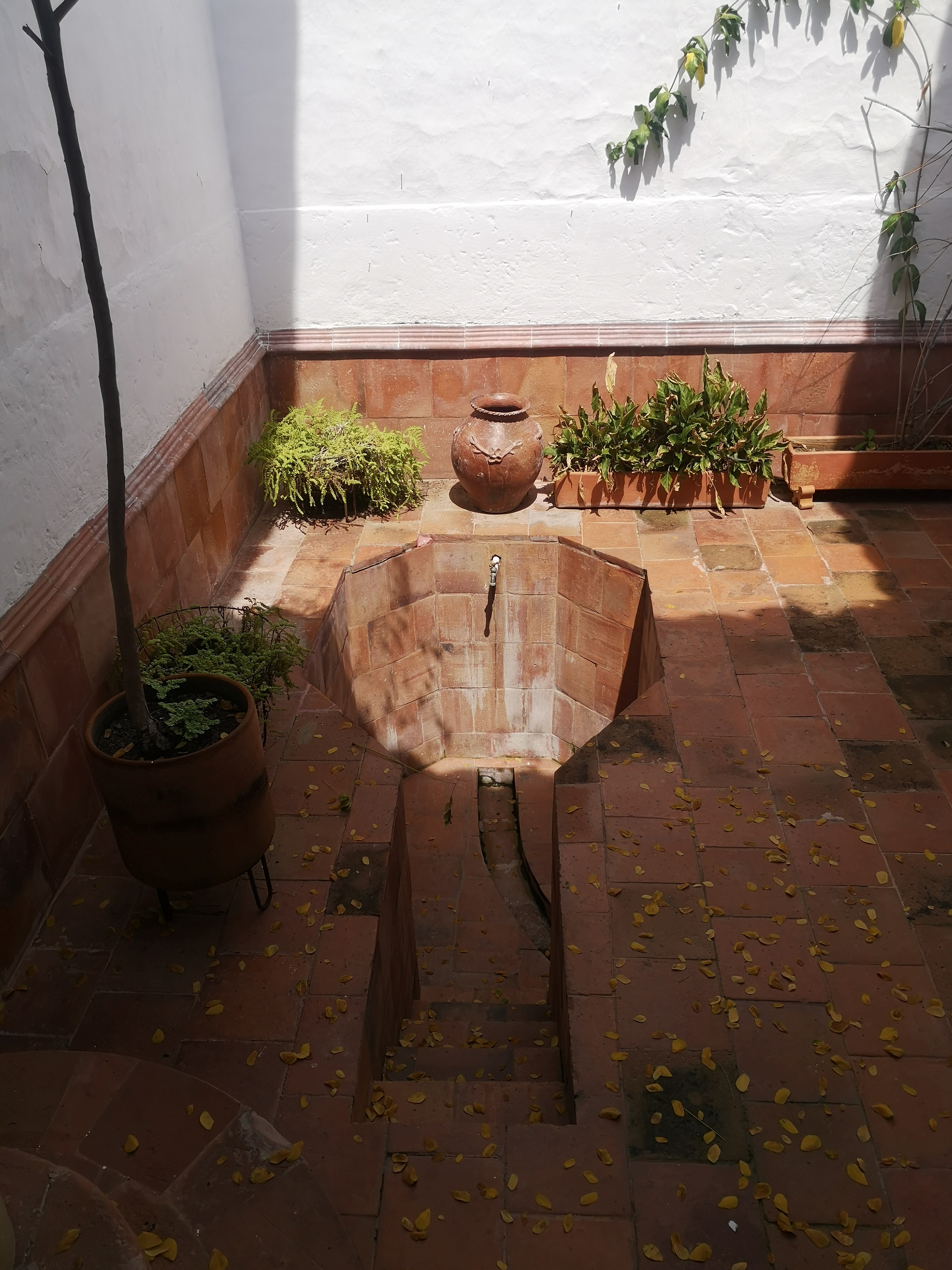
Alberca paisa, elemento central en la arquitectura paisa, que tiene su origen en el Mikve

El Criptojudaismo en Antioquia fue una forma de sincretismo religioso practicado en la época colonial española y en el siglo XIX en la región paisa de Colombia, principalmente en el departamento de Antioquia.

## Historia
El criptojudaísmo en Antioquia tiene sus raíces en la expulsión de los judíos de España en 1492, decretada por los Reyes Católicos mediante el Edicto de Granada. A raíz de esta medida, aquellos judíos que optaron por permanecer en la península ibérica se vieron obligados a convertirse al cristianismo, dando origen a la comunidad de los conversos o cristianos nuevos. No obstante, muchos de ellos continuaron practicando en secreto sus creencias y tradiciones judías dentro del ámbito privado, fenómeno que se conoce como criptojudaísmo.
Con la llegada de la era de los descubrimientos y la posterior colonización de América, un número significativo de exploradores, colonos y conquistadores provenía de regiones como Andalucía y Extremadura, áreas con una alta presencia de conversos de origen judeoespañol. En este contexto, la migración a América representó para muchos de estos individuos la posibilidad de ejercer su fe con mayor libertad, aunque siempre de manera reservada para evitar persecuciones por parte de la Inquisición.

## Primeros registros de presencia judía en Antioquia

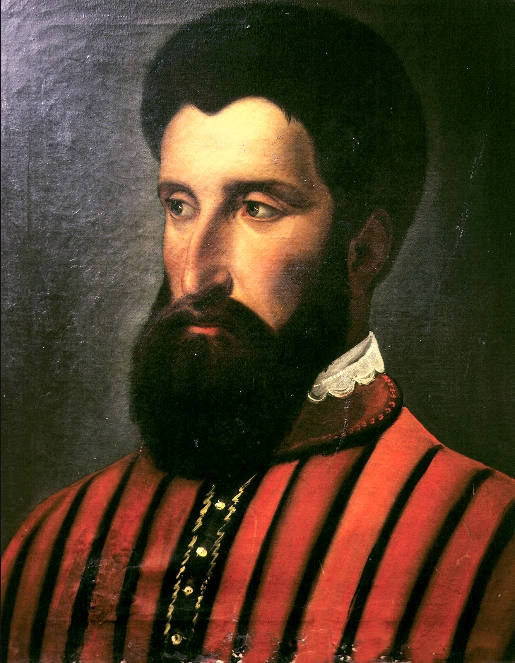
Conquistador Gonzalo Jiménez, de origen converso

Se presume que los primeros conversos en conocer los territorios que actualmente conforman el departamento de Antioquia fueron miembros de la tripulación que, bajo el liderazgo del conquistador Gonzalo Jiménez de Quesada, remontó el río Magdalena en la década de 1530. En dicha expedición, se encontraba una cantidad significativa de conversos y descendientes de conversos entre ellos el mismo Jiménez de Quesada.
Uno de los primeros registros explícitos que señalan la presencia de una comunidad judía en el territorio de Antioquia proviene del rabino Menasseh Ben Israel en 1650. En sus escritos, el rabino menciona el testimonio de Aarón Levi, un judío que, en 1642, llegó a establecerse en una comunidad judía asentada en la confluencia del río Nare y el río Magdalena. Dicha comunidad había sido fundada por descendientes de los miembros de la expedición de Gonzalo Jiménez de Quesada.
A inicios del siglo XX durante la revitalización de la cultura sefardí en España José M. Estrugo afirmaba en su libro Los Sefardíes "La ciudad de Medellín es casi exclusivamente una colonia de "conversos", pues el 90% de sus habitantes de hoy descienden de ellos"

## Procesos por prácticas judaizantes en el Tribunal de Cartagena de Indias
Uno de los primeros procesados por el Tribunal del Santo Oficio de la Inquisición en Cartagena de Indias por prácticas judaizantes fue Luis Franco y su familia. Franco, nacido en Lisboa en 1598 y residente en Zaragoza, Antioquia, fue acusado en 1624 y permaneció bajo proceso hasta su fallecimiento en 1628. Entre las pruebas presentadas en su contra se encontraban su dominio del idioma hebreo y su conocimiento detallado de la ley de Moisés, indicios que, según la Inquisición, evidenciaban su adhesión secreta al judaísmo.
A lo largo del siglo XVII, diversas familias asentadas en Antioquia fueron objeto de investigación y persecución por parte del tribunal inquisitorial, bajo la sospecha de practicar en secreto ritos y tradiciones judías. Entre los linajes señalados se encuentran los Abreu, Báez, Barreto, Cabral, Campo, Carnero, Castillo, Coello de Costa, Díaz, Duarte, Enríquez, Fernández, Fonseca, Franco, Gómez, Heredia, Herrera, Juárez de León, Lucena, López, Luca, Martínez, Mejía, Méndez, Mesa, Meza, Montesino, Morales, Mota, Nacal, Noroña, Núñez, Pardo, Paz, Pereira, Pimienta, Pinto, Piñero, Reyes, Rodríguez de Solís, Silva, Suárez, Váez, Vicente y Villalobos.

## Influencia y vestigios en el Lenguaje
|               | -er (komer)                        | -ir (bivir)                        | -ar (favlar)                       |
| ------------- | ---------------------------------- | ---------------------------------- | ---------------------------------- |
| yo            | -í : komí, biví, favlí             | -í : komí, biví, favlí             | -í : komí, biví, favlí             |
| tu            | -ites : komites, bivites           | -ites : komites, bivites           | -ates : favlates                   |
| el, eya       | -yó : komyó, bivyó                 | -yó : komyó, bivyó                 | -ó : favló                         |
| mozotros      | -imos : komimos, bivimos, favlimos | -imos : komimos, bivimos, favlimos | -imos : komimos, bivimos, favlimos |
| vos, vozotros | -itesh : komitesh, bivitesh        | -itesh : komitesh, bivitesh        | -atesh : favlatesh                 |
| eyos, eyas    | -yeron : komyeron, bivyeron        | -yeron : komyeron, bivyeron        | -aron : favlaron                   |

|          | -er (comer)              | -ir (bever)              | -ar (hablar)     |
| -------- | ------------------------ | ------------------------ | ---------------- |
| yo       | -í : comí, beví          | -í : comí, beví          | -í : comí, beví  |
| tu       | -ites : comites, bevites | -ites : comites, bevites | -ates : hablates |
| el, ella | -ió : comió, bevió       | -ió : comió, bevió       | -ó : habló       |
| vos      | -ites : comites, bevites | -ites : comites, bevites | -ates : hablates |

El español hablado en la región paisa de Colombia ha sido objeto de estudio por parte de diversos lingüistas, quienes han identificado dos influencias principales en su desarrollo: la influencia vasca y la influencia sefardita. Estas influencias se reflejan en aspectos gramaticales, fonéticos y morfológicos que diferencian el español paisa de otras variantes del idioma habladas tanto en América como en España.
Uno de los rasgos más distintivos es la conjugación del pretérito, cuya estructura es prácticamente idéntica a la del judeoespañol (sefardí), ya que difiere de otras conjugaciones del pretérito utilizadas en otras variantes del español. Asimismo, el uso predominante del voseo, fenómeno compartido tanto por el paisa como por el sefardí, se mantiene como una característica fundamental del español paisa.
En cuanto a la fonética, el español paisa presenta un seseo generalizado (la pronunciación de "z" y "c" como "s"), así como el yeísmo (la ausencia de distinción entre "ll" e "y"), ambos rasgos típicos del judeoespañol y del español hablado en regiones con alta influencia antioqueña. Otro rasgo fonético notable es la pronunciación de la "x" /ks/ como /s/ en ciertos casos, fenómeno que puede encontrarse en palabras como "taxi" pronunciado tasi o "exagerar" pronunciado esagerar.
En el ámbito morfológico, se destaca el uso del diminutivo en -ico o -ica en lugar de los estándar -ito o -ita cuando la sílaba anterior contiene la consonante "t". Este rasgo, también presente en algunas regiones de España con influencia sefardita, se observa en palabras como "gatico" en lugar de "gatito" o "patica" en vez de "patita".
Estos elementos lingüísticos evidencian la convergencia de influencias culturales e históricas en la evolución del español paisa, reflejando la huella de los pueblos vascos y sefardíes en la configuración del habla de esta región colombiana.

## Costumbres y festividades
Algunos investigadores han señalado similitudes entre ciertas festividades tradicionales en Antioquia y celebraciones de origen judío. Un ejemplo destacado es la Noche de las Velitas, celebrada el 7 y 8 de diciembre, durante la cual las familias encienden velas en las entradas de sus hogares. Se ha sugerido que esta práctica podría tener una conexión con Janucá, la festividad judía de las luminarias, debido a la coincidencia en el uso de la luz como símbolo central.
Asimismo, la Novena de Aguinaldos, aunque es una tradición católica, contiene elementos lingüísticos y conceptuales asociados con la tradición judía. En su liturgia se encuentran expresiones como Adonay (nombre hebreo para Dios) y referencias a conceptos presentes en la liturgia hebrea, como la "llave de David". Algunos investigadores consideran que estas influencias pueden estar relacionadas con la presencia histórica de conversos en la región, quienes habrían integrado elementos de su herencia cultural dentro de las costumbres católicas locales.
Extracto de la novena de aguinaldos: 
''Oh Adonay, potente
de Hesse que en lo alto
presentas olor a fragante nardo
llave de David
que abre al desterrado
la cerrada puerta del regio palacio

## Estudios genéticos
Investigaciones como la publicada en Nature Communications, liderada por el Dr. Andrés Ruiz-Linares, junto con el estudio Strong Amerind/White Sex Bias and a Possible Sephardic Contribution among the Founders of a Population in Northwest Colombia, han analizado la composición genética de la población antioqueña. Los resultados revelaron que el 14% de los individuos analizados presentan haplotipos característicos de las poblaciones judías sefardíes, lo que sugiere que aproximadamente el 10% de la población antioqueña posee ascendencia sefardí directa.
Este porcentaje representa la mayor concentración de ascendencia sefardí en el continente americano, superando a Chile, donde se estima que alrededor del 4% de la población presenta este linaje. Los estudios indican que esta herencia genética es resultado de la llegada de judeoconversos durante la época colonial, quienes, huyendo de la Inquisición, se establecieron en Antioquia y otras regiones de América Latina.